# Каммингс, Керон
Керон Натаниэл Каммингс (англ. Keron Nathaniel Cummings; род. 28 мая 1988 года) — тринидадский футболист, полузащитник клуба «Сентрал» и сборной Тринидада и Тобаго.

## Карьера
Профессиональную карьеру начал в 2009 году. С тех пор Каммингс выступает в тринидадской Про-лиге. В 2009—2012 годах выступал в клубе «Дабл-Ю Коннекшн», в составе которого побеждал в чемпионате Тринидада и Тобаго сезона 2011/12. С 2014 по 2016 годы футболист играл за команду «Норт-Ист Старз», в составе которой он побеждал в розыгрыше кубка страны.

## Сборная
За национальную команду Керон Каммингс дебютировал в 2010 году. В 2015 году он попал в состав команды на Золотой кубок КОНКАКАФ. В игре со сборной Мексики ему удалось сделать дубль, благодаря которому тринидадцы сыграли вничью 4:4. Этот результат позволил сборной Каммингса занять первое место в группе.

## Достижения

### Международные
- Победитель Карибского клубного чемпионата (1): 2009.

### Национальные
- Чемпион Тринидада и Тобаго (1): 2011/12.
- Обладатель Кубка Тринидада и Тобаго (1): 2014/15.